# Orchestre symphonique de Paris
Orchestre symphonique de Paris byl francouzský orchestr se sídlem v Paříži, založený v roce 1928 a rozpuštěný v roce 1938.

## Historie
Pařížský symfonický orchestr vznikl v roce 1928 ze společné iniciativy dvou mecenášek, princezny de Polignac a Gabrielle Chanel. Jeho provoz závisel na soukromém sponzorství. Jeho motto bylo On peut vivre sans musique, mais pas si bien! (Bez hudby můžeme žít, ale ne tak dobře!).